# Mathura
Mathura (czytaj: Mathura) (w jęz. hindi: मथुरा, w jęz. urdu: متھرا) – święte miasto (miejsce urodzenia boga Kryszny) w stanie Uttar Pradesh w Indiach, położone ok. 50 km na północ do Agry i 150 km na południe od Delhi. Jest siedzibą władz dystryktu Mathura. Liczy 298 827 mieszkańców (2001).

## Mitologia
Miasto obecne w mitologii indyjskiej, mieszkańcy mieli być nękani wielokrotnie przez demona Dżarasanhę i jego dwie armie. Kryszna miał nakazać mieszkańcom przeprowadzenie się do Dwaraki, miasto spalono, demon zdobył tylko zgliszcza. Wymieniona w Mahabharacie jako stolica królestwa Surasena, rządzonego przez Kansę - wuja boga Kryszny. Uznana za miejsce narodzin Kryszny; tu 3,5 tys. lat temu miał się urodzić w celi więziennej, nad celą zbudowano świątynię - cel licznych pielgrzymek.

## Historia
Powstała jako ośrodek handlowy na skrzyżowaniu dróg karawanowych. W VI w. p.n.e. została stolicą republiki Śursen. Od IV do II w. p.n.e. w granicach imperium Maurjów. W III w. p.n.e. wymieniona w źródłach greckich jako wielkie miasto Methora. W I w. p.n.e. opanowana przez Saków. Ośrodek dźinizmu i później buddyzmu.  Od I do III w. n.e. jedna z dwóch stolic królestwa Kuszanów. W 1018 zniszczona przez afgańskiego władcę Mahmuda z Ghazni. Świątynia Narodzin Kryszny (Keshav Dev) została całkowicie zburzona przez fanatycznego muzułmanina- władcę mogolskiego Aurangzeba, a na jej fundamentach zbudował on tzw. Meczet Piątkowy (Katra Masdżid) (do dziś miejsce ostrych konfliktów między wyznawcami hinduizmu i islamu, pod ścisłym nadzorem wojska i policji). W 1815 Seth Gokuldas Parikh ufundował nową świątynię Kryszny (Dwarikadheesh) tuż obok meczetu, połączoną podziemnym przejściem z kaplicą narodzin Kryszny, znajdującą się pod meczetem.
Po 1947 roku Mathura stała się ważnym ośrodkiem przemysłowym (m.in. jedna z największych w Azji rafineria ropy naftowej, jubilerstwo i fabryki odzieżowe).

## Zabytki
- Krishnajanmabhoomi
- świątynia Dwarikadheesh
- fort Kans Kila
- Vishram Ghat (miejsce kąpieli i kremacji nad Jamuną)

Ok. 15 km na północ znajduje się Vrindavan - mityczne miejsce, w którym Kryszna spędził dzieciństwo, obecnie miasto święte i cel pielgrzymek.